# Curling nos Jogos Olímpicos de Inverno de 2010
O torneio de curling nos Jogos Olímpicos de Inverno de 2010 foi realizado no Vancouver Olympic Centre. A competição masculina aconteceu de 16 a 28 de fevereiro e a feminina de 13 a 26 de fevereiro.

## Calendário

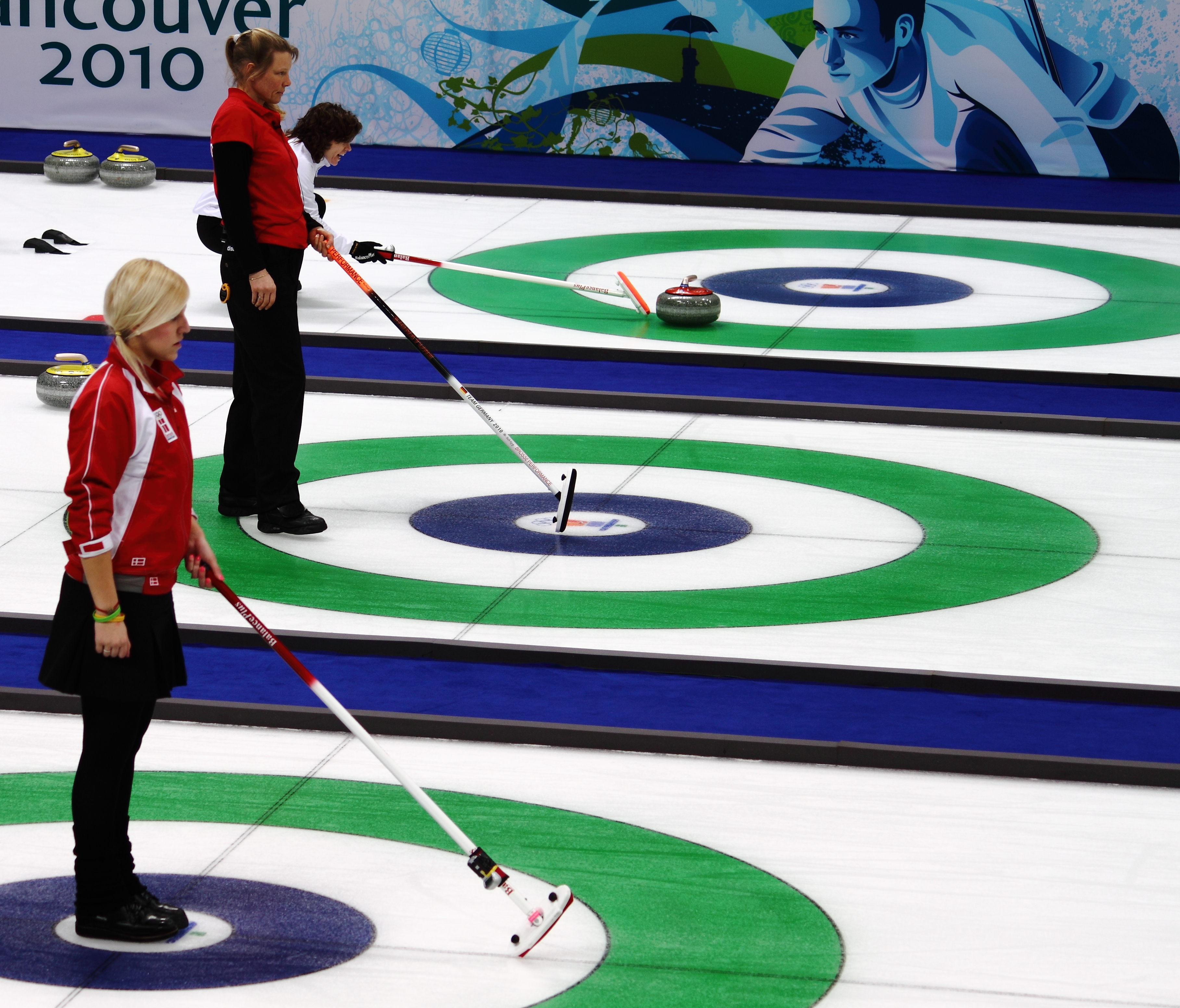
Partidas em andamento na primeira sessão do torneio feminino.

| Fevereiro | 12 | 13 | 14 | 15 | 16 | 17 | 18 | 19 | 20 | 21 | 22 | 23 | 24 | 25 | 26 | 27 | 28 |
| --------- | -- | -- | -- | -- | -- | -- | -- | -- | -- | -- | -- | -- | -- | -- | -- | -- | -- |
| Curling   |    |    |    |    |    |    |    |    |    |    |    |    |    |    | 1  | 1  |    |

|  | Dia de competição |  | Dia de final |

## Eventos
- Torneio feminino (10 equipes)
- Torneio masculino (10 equipes)

## Medalhistas
| Evento             | Ouro                                                                              | Prata                                                                                        | Bronze                                                                     |
| ------------------ | --------------------------------------------------------------------------------- | -------------------------------------------------------------------------------------------- | -------------------------------------------------------------------------- |
| Masculino detalhes | Kevin Martin John Morris Marc Kennedy Ben Hebert Adam Enright CAN Canadá          | Thomas Ulsrud Torger Nergård Christoffer Svae Håvard Vad Petersson Thomas Løvold NOR Noruega | Ralph Stöckli Jan Hauser Markus Eggler Simon Strübin Toni Müller SUI Suíça |
| Feminino detalhes  | Anette Norberg Eva Lund Cathrine Lindahl Anna Le Moine Kajsa Bergström SWE Suécia | Cheryl Bernard Susan O'Connor Carolyn Darbyshire Cori Bartel Kristie Moore CAN Canadá        | Wang Bingyu Liu Yin Yue Qingshuang Zhou Yan Liu Jinli CHN China            |

## Quadro de medalhas
| Ordem | País        | Medalha de ouro | Medalha de prata | Medalha de bronze |   | Ordem por total |
| ----- | ----------- | --------------- | ---------------- | ----------------- | - | --------------- |
| 1     | CAN Canadá  | 1               | 1                |                   | 2 | 1               |
| 2     | SWE Suécia  | 1               |                  |                   | 1 | 2               |
| 3     | NOR Noruega |                 | 1                |                   | 1 | 2               |
| 4     | CHN China   |                 |                  | 1                 | 1 | 2               |
| 4     | SUI Suíça   |                 |                  | 1                 | 1 | 2               |
| TOTAL | TOTAL       | 2               | 2                | 2                 | 6 | —               |